# 1107 w literaturze
Wydarzenia literackie w 1107 roku.

## Urodzili się
- Falaki Shirvani, perski poeta (zm. 1157)

## Zmarli
- Mi Fei, chiński poeta (ur. 1051)
- Godfrey of Winchester, angielski poeta (ur. przed 1155)
- Goscelin, angielski hagiograf (ur. między 1020 a 1035)
- Cheng Yi, chiński filozof (ur. 1033)